# Português oliventino
O português oliventino ou português continental (também conhecido como português de Olivença) é a variedade dialetal da língua portuguesa própria das povoações de Olivença, Talega e das aldeias contíguas. Atualmente o português em Olivença e em Talega não goza de reconhecimento por parte da Espanha, que administra dito território desde a Guerra das Laranjas. Portugal, contudo não reconhece a soberania espanhola sobre a região e afirma que esses territórios lhe pertencem. Já não se fala em Talega.
Fruto dos dois séculos de administração espanhola e isolamento do resto de Portugal, o português oliventino é agora uma fala moribunda; os jovens já não o falam restando apenas alguns idosos. O português deixou de ser a língua da população a partir da década de 1940, processo acelerado pela política de castelhanização implementada pela Espanha franquista.

## Contexto histórico

### Olivença e Talega no Reino de Leão
A origem de Olivença está ligada à conquista definitiva de Badalhouce pelo último rei de Leão, Afonso IX, na primavera de 1230. Para agradecer a participação dos templários nessa contenda, Afonso IX concedeu-lhes as praças de Burguillos e Alconchel. A partir destes pontos, lá para o ano 1256, a Ordem criou a encomienda de Olivença, naquela altura apenas um conjunto de hortas, choças e algumas casas surgidas em redor de uma nascente. Porém, durante o reinado de Afonso X o Sábio, os templários tiveram de deixar Olivença e entregar as suas terras ao Concelho e Bispado de Badalhouce.

### Olivença e Talega no Reino de Portugal

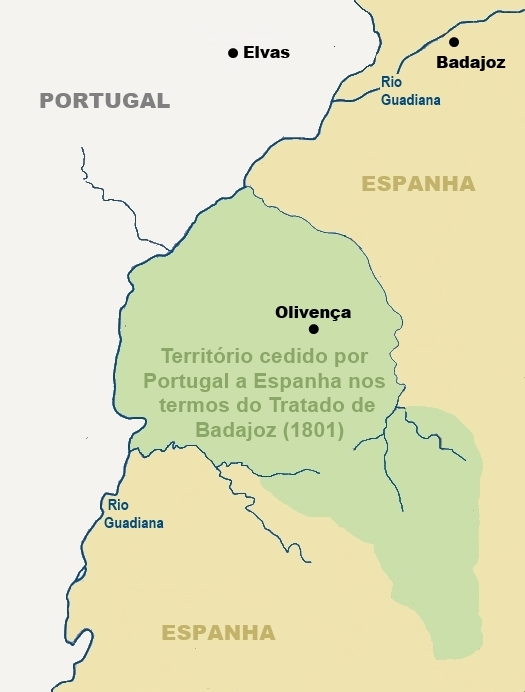
O território de Olivença.

Aquando da Reconquista, as terras que hoje formam os territorios de Olivença e de Talega foram cedidas a Portugal pelo Tratado de Alcanizes, em 1297, juntamente com muitas outras localidades. O rei Dom Dinis aproveitara a fraca posição política castelhana para anexar e reaver vários territórios.
De 1297 até 1801 a vila mantém-se sob soberania portuguesa, inclusive durante a União Ibérica. Os cinco séculos de domínio português resultaram no fluxo para Olivença da cultura e língua portuguesas, além da expressão arquitetónica e do folclore.
Devido à peculiar posição geográfica de Olivença, separada do resto do país pelo Odiana e rodeada por povoações castelhanas acabou por desenvolver um subdialeto do alentejano, com o qual partilha muitas das suas isoglossas.

### Olivença e Talega na Espanha
A partir da Guerra das Laranjas, Portugal perdeu Olivença e Talega. Embora Portugal reclame que a Espanha as perdeu no Congresso de Viena, o certo é que esta continua a administrar esse território. O português manteve-se como língua veicular e materna dos habitantes da região até à metade do século XX, quando começou a minguar, vítima da política castelhanizadora do franquismo e do sistema educativo, dado que este último não ensinava o português, atualmente ensina-o mas só como língua estrangeira.

## Características
O português oliventino é um subdialeto do português alentejano, insere-se por conseguinte no grupo dos dialetos portugueses meridionais. A influência do castelhano faz-se notar nalguns destes pontos e no campo lexical.
Algumas das características mais definidoras são:
- Preferência pela monotongação em ô (sendo ou no padrão; em ocasiões pode dar no grupo vocálico oi). Exemplo: ôro/oiro (português padrão: ouro);[1][14]

- Fechamento da vogal átona final e para i. Exemplo: fomi (português padrão: fome);[1]

- Ausência do ditongo ei, que passa a ser ê. Exemplo: galinhêro (português padrão: galinheiro), com exceções: seis, rei, reino, etc.;[1]
- Yeísmo. Exemplo: casteyanos (português padrão: castelhanos).[1] A pronúncia da aproximante lateral palatal mantém-se em São Bento da Contenda e em Vila Real mas em acentuado declive.[14]
- Uso da africada velar surda em empréstimos do castelhano, a qual é inexistente em português tanto padrão como dialetal.[14]
- Aspiração do -s final, clara influência do castelhano dialetal estremenho.[14] Mesmo quando não aspirado, a execução é muito leve.[14]
- Confusão ocasional b/v, embora também presente nos dialetos setentrionais, em Olivença é de clara influência castelhana.[14]

O português oliventino que ainda é falado está cheio de castelhanismos, uso das palavras castelhanas coche e ancho em detrimento das portuguesas carro e largo. O castelhano falado na região está fortemente influenciado pelo português e pelas falas leonesas meridionais.

### Características morfológicas
Contração com a preposição "por"
Há alguns falantes oliventinos que, por provável influência castelhana, mantém a preposição "por" separada do artigo, não contraindo a preposição. Em português padrão e galego normativo a norma é precisamente ao contrário, a contração é a regra. Por exemplo, por o / por a / por os / por as; português padrão: pelo / pela / pelos / pelas e galego normativo (Real Academia Galega (RAG): polo / pola / polos / polas. Em português padrão existe igualmente a forma polo / pola / polos / polas mas é considerado um arcaísmo. É possível encontrar alguns falantes em Campo Maior que usam essa forma arcaica.
Contração do pronome/artigo definido com a preposição para ou a
Traço estendido por toda a área linguística galego-portuguesa, em Olivença é regra geral mas também há certa conservação da separação do pronome/artigo definido com a preposição para ou a. Por exemplo, ós (padrão: aos) e pà (padrão: para). Em Portugal, em geral é bastante usada a contração pra e muito rara pà pelo que é possível  associá-la como um castelhanismo, dado o facto da contração popular castelhana ser exatamente essa.
Contração de artigos com a preposição "com"
Característica predominante na fala vulgar portuguesa, presente também na Galiza na qual está consagrada pela ortografia oficial da RAG; existente em Olivença. Por exemplo, co / ca / cos / cas (padrão: com o, com a, com os e com as); mas também: c'um / c'uma / c'uns / c'umas (padrão: com um, com uma, com uns e com umas).
Plural de nomes acabados em "ão"
Há registo em Olivença de palavras acabadas em -ão que formam o plural em -ões em situações que o português padrão não o faz. Por exemplo, capitões e cristões (padrão: capitães e cristãos). É também, um erro frequente em alguns falantes nativos portugueses a formação destes plurais.
Forma dos verbos regulares
| Presente indicativo | Pretérito perfeito simples | Pretérito imperfeito simples | Futuro indicativo | Condicional    | Infinitivo impessoal |
| ------------------- | -------------------------- | ---------------------------- | ----------------- | -------------- | -------------------- |
| Falo                | Falê                       | Fala(b/v)a                   | Falarê            | Falaria        | Falári/Falá          |
| Fala(h/s)           | Falasti(h/s)               | Fala(b/v)a(h/s)              | Falará(h/s)       | Falaria(h/s)   | igual                |
| Fala                | Falô                       | Fala(b/v)a                   | Falará            | Falaria        | igual                |
| Falêmo(h/s)         | Falámo(h/s)                | Falá(b/v)amos(h/s)           | Falaremo(h/s)     | Falaríamo(h/s) | igual                |
| Falái(h/s)          | Falasti(h/s)               | Falá(b/v)ê(h/s)              | Falarê(h/s)       | Falarê(h/s)    | igual                |
| Falã                | Falarõ                     | Falavã                       | Falarã            | Falariã        | igual                |

Verbo haver, "há" e "hai"
O verbo haver tem consagrada a forma há a qual é padrão, porém, em Olivença e em outras povoações alentejanas como Alandroal ou Elvas, existe também a forma hai, a qual é similar à forma utilizado em galego normativo, hai. As duas variantes são de uso frequente na região de Olivença.
Verbo ir, "vas"
É recolhida popularmente em português a variante vas para o padrão vais. O fenómeno é registado em Olivença e em Campo Maior. Por outro lado, existem as formas vaia e vaias as quais parecem ser um caso de castelhanismo.
Verbo trazer, "truxe"
Fenómeno de ocorrência dialetal presente em parte em Olivença. Por exemplo, eu truxe (padrão: eu trouxe).
Verbo dizer, "dezer"
Na povoação de Olivença é comum a realização do verbo dizer como dizer, em formas átonas muda para d'zia ou d'zendo (padrão: dizia e dizendo, respetivamente).
Contato entre não e um verbo
Em Olivença encontra-se a elisão vocálica do advérbio não e um verbo que o sucede, este último deverá começar em vogal. É especialmente marcada com o verbo haver. Por exemplo, n'havia e n'amo; em português padrão: não havia e não amo.

### Características fonéticas
Palatalização

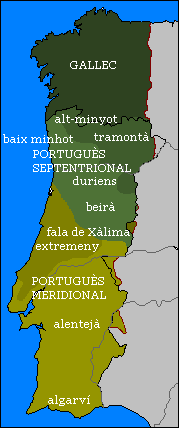
Mapa dos dialetos do domínio linguístico galego-português. Olivença pertencia ao dialeto alentejano.

Na primeira pessoa plural do indicativo dá-se um traço fonético peculiar, a palatalização do a por um e. Este traço é partilhado com povoações do Alto Alentejo. Por exemplo, andêmos por aí em contraposição ao português padrão, andamos por aí. Nalguns casos este fenómeno também acontece no infinito, por exemplo, engordér em vez de engordar.
Existe outra modificação dialetal parecida, a palatalização do ã por um ẽ, isto só aconteceu em povoações da margem leste do Odiana como Serpa e Olivença, mas não em Vila Viçosa ou Mértola. Por exemplo, amanhẽ por amanhã.
Em muitos pontos do Alto Alentejo e muito presente Olivença é o fechamento da vogal e quando é seguida de uma palatal. Por exemplo, lênha, coêyo e ovêya; em português padrão: lenha, coelho e ovelha, respetivamente.
Labialização da vogal fechada ê para u quando seguida por uma consoante labial
Traço comum a algumas bolsas isoglóssicas do Alto Alentejo. Não é universal em Olivença. Por exemplo, buber e duvertido (padrão: beber e divertido). Há casos isolados desta labialização já em Campo Maior.
Nasalização antes de consonantes nasais não travantes
Traço também partilhado com os dialetos do Alto Alentejo, o fenómeno em Olivença não é demasiado estendido mas está presente. Por exemplo, rãma, sõnho e sõno; em português padrão: rama, sonho e sono, respetivamente.
Nasalização ou alteração do timbre do a átono inicial
Característica bastante comum em certos casos como enté / anté (padrão: até) e ansim (padrão: assim). Esta alteração é própria do oliventino e não é encontrada nos demais dialetos portugueses meridionais, incluindo os mais próximos do Alto Alentejo.
Execução da vogal final e como i
Este é o traço mais conhecido popularmente dos falares alentejanos, muito utilizado na imitação e caricaturização dos habitantes da região. Em Olivença é complicado diferenciar entre a execução da vogal final como uma e fechada ou como i, sendo os casos mais claros, por exemplo, cidadis, possibilidadi e naceri; em português padrão: cidades, possibilidade e nascer, respetivamente.
Assimilação do e tónico quando antecede um i
Há, também uma assimilação do e tónico que antecede um i, sendo substituído por este. Esta característica é comum a Elvas e em menor grau a Campo Maior. Por exemplo, siguinte, chiguê e piquena (padrão: seguinte, cheguei e pequena).
Abertura das vogais i e ĩ em e e ẽ respetivamente
Esta alteração é comum em Olivença, sendo partilhada novamente com muitas vilas e aldeias do Alto Alentejo. Por exemplo, êrmandadi, dêrêto e despôri; em português padrão: irmandade, direito e dispor.
Assimilação ou dissimilação da vogal o aberta ou fechada
A assimilação ou dissimilação da vogal "o" não é um traço universal em Olivença mas claramente autóctone. Por exemplo, teléfano e estâmago (padrão: telefone e estômago).
Alterações no ditongo eu
Em Olivença, tal como noutras paragens do Alto Alentejo, é comum monotongação em ê do ditongo eu; porém, também há relativa preservação do ditongo. Por exemplo, ê / eu, Êropa / Europa e tê / teu. Quando a vogal e for aberta como em ilhéu, a e resultante da monotongação será também aberta, por exemplo, ilhé.
Monotongação de ão para ã
Caso de outro fenómeno comum do Alto Alentejo e muito comum em Olivença quando em posição proclítica e em especial, como o advérbio não. Porém, noutros casos é frequente a conservação do grupo semivocálico. Por exemplo, nã, atã e mã (padrão: não, então e mão).
Monotongação de ão para õ
Fenómeno próprio de Olivença e Campo Maior, ocorre na primeira apenas em posição proclítica.  Por exemplo, direçõ, açõ e ândõ; em português padrão: direção, ação e andam.
Monotongação de -em para -ẽ
Traço geral da fala alentejana e oliventina especial, observado também em Campo Maior, inclusive em jovens. Por exemplo, quẽ, armazẽ e paragẽ; em português padrão: quem, armazém e paragem. O ditongo conserva-se em posição átona ou não proclítica mas a e nasal é fechada.
Ausência de semivogal "i" quando precede uma consoante palatal
Características própria não só de Olivença e dos falantes alentejanos mas também estendida pelo Centro do país. Por exemplo, más, caxa e faxa (padrão: mais, caixa e faixa).
Síncope de vogais átonas
Caso comum no Alentejo em geral, em Olivença é maioritária a pronúncia pa para a preposição para. A execução das vogais átonas é bastante leve, tornando palavras como: esse, aquele e direita em ess, aquel e drêta.
Metátese entre consoante e vogal vibrante
Traço também partilhado por outras povoações alentejanas, em Olivença, por exemplo: drento e preguntari (padrão: dentro e perguntar).

## Situação linguística

### Domínio português
O português, durante a dominação lusa do território era a língua oficial e, por conseguinte, a usada na administração, além disso era permitida e promovida como a língua estatal. Assim, o português de Olivença estava regulado pela Academia das Ciências de Lisboa, sendo utilizada a norma padrão da língua portuguesa. 

### Guerras das Laranjas, século XIX e primeira metade do século XX
A oficialidade mudaria em 1801, mas para os oliventinos pouco mudara: o português continuar-se-ia a usar como dantes ao longo de todo o século XIX e até à década de 1940; a língua de Camões era utilizada na rua e era a escrita.
O português era transmitido de geração em geração, a população sendo a mesma dantes da conquista castelhana continuou usar o linguajar autóctone.

### Franquismo

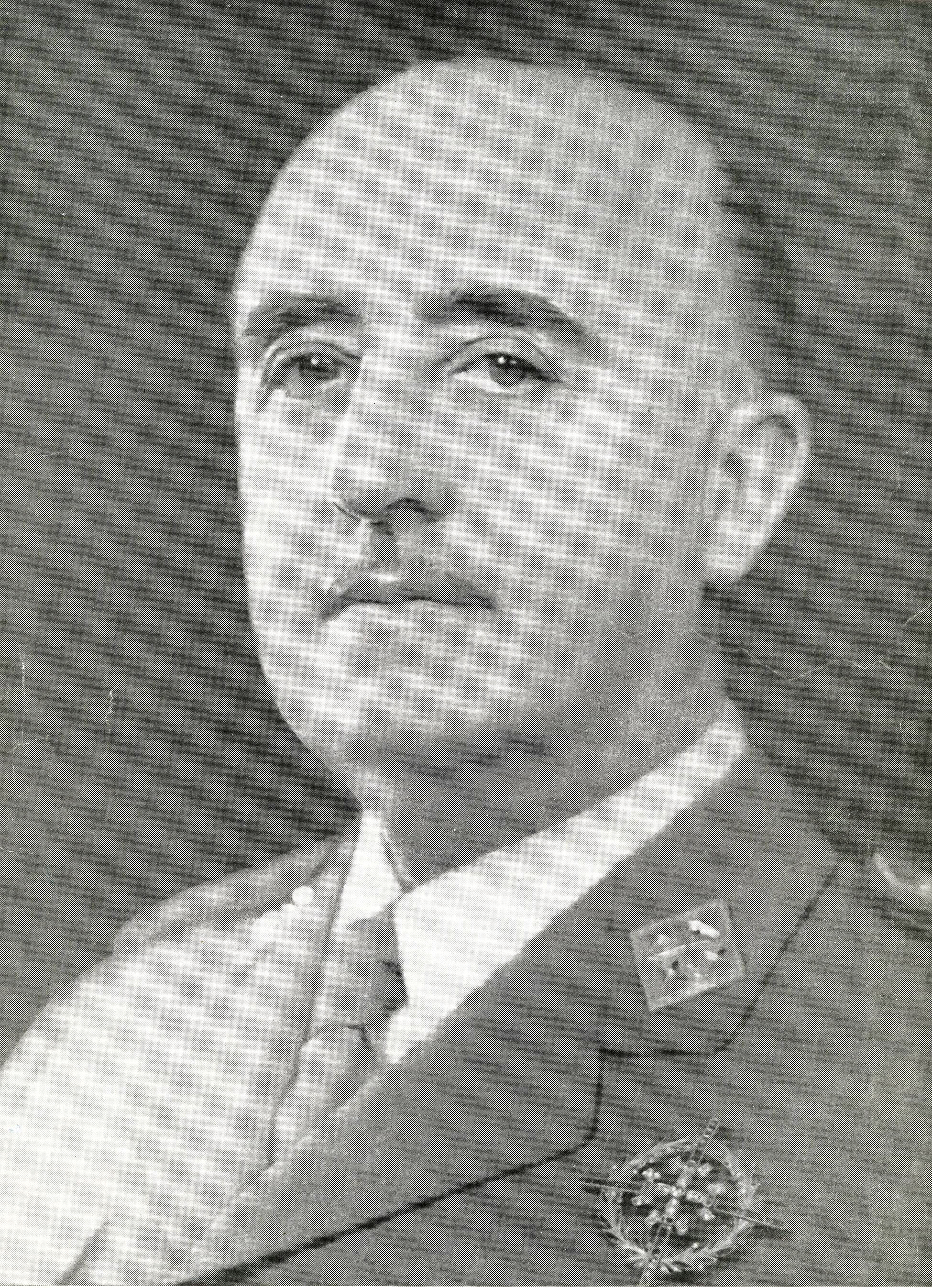
O Generalíssimo (Generalísimo) Francisco Franco.

Ao longo das décadas de 1940 e 1950, com a implantação do franquismo e da política de uma Espanha monoglota que perseguia todas as demais línguas que não fossem o castelhano, a língua oficial do Estado, o português começou a ser mal visto e perdeu prestígio, tornando-se a língua das classes baixas e pouco instruídas. Era proibido falar português, os brasões portugueses eram vandalizados e até era proibido rezar a santos tradicionalmente portugueses, como Santo António.
Os pais deixaram de falar em português com os seus filhos, falando-lhes desde então em castelhano. O sistema educativo daquele tempo teve um papel decisivo: alfabetizou as crianças em castelhano. Anteriormente, os moços não iam à escola, indo já nas portas da puberdade trabalhar no campo, desta maneira a cultura portuguesa era conservada; Franco trouxe a escolarização sistemática, junto com a chegada dos meios de comunicação massivos rompeu o isolamento e fez que a cultura lusitana até então bem preservada fosse desaparecendo. A propaganda franquista quis inculcar um espírito de desconfiança e de distância nos oliventinos em relação a Portugal.
As novas gerações já não conheciam a língua de Camões como língua materna, senão como uma língua estrangeira alheia à sua terra. A Sección Femenina teve a sua importância neste processo no campo das letras.
As festas populares e o folclore, sinais da cultura portuguesa, foram perseguidos ou esquecidos.

### Atualidade
Desde a Transição (Transición) e o retorno da democracia, as relações com Portugal foram restabelecidas e o interesse pelo português e pela cultura lusitana em geral. O património arquitetónico luso está também a ser revalorizado, mas ainda está arraigado esse sentimento relutante a Portugal e à sua cultura.
O português já só é falado pelas gentes mais velhas, as gerações vindouras já são monoglotas; tendo crescido e sido educadas em espanhol. Os cachopos falam o espanhol no dia a dia, tanto na comunicação formal como informal.

## Ensino
O português é ensinado em Olivença e em Talega, mas como língua estrangeira.
Algumas instituições como o Instituto Camões financiavam projetos para evitar a extinção do português na região e promover a cultura lusitana em Olivença, mas esses apoios já não existem.
A 10 de junho de 2017, Dia de Portugal, de Camões e das Comunidades Portuguesas celebrou-se a primeira missa em português desde a década de 1840 quando foi banida.

## Associações de apoio ao português oliventino

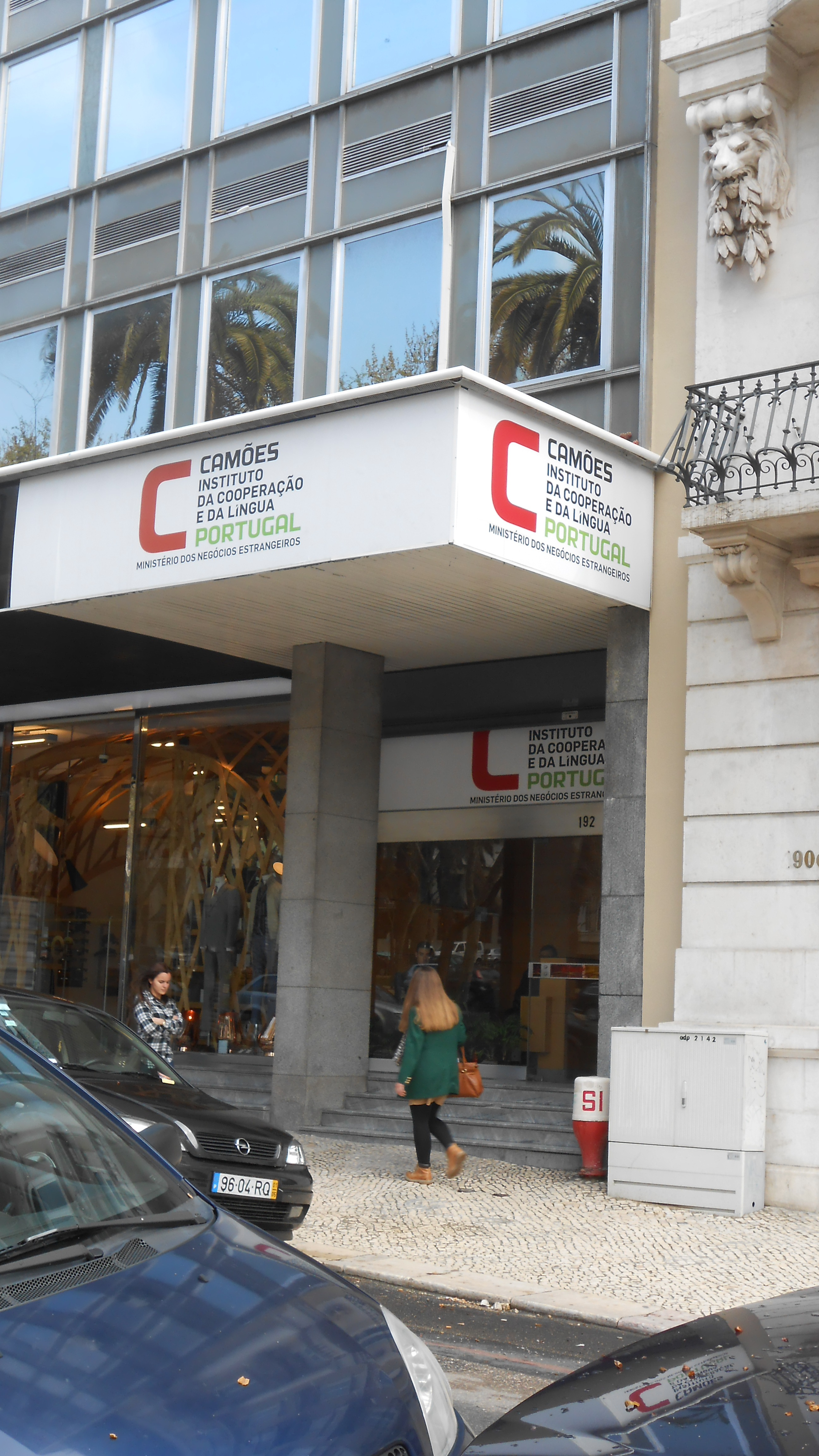
A sede do Instituto Camões, em Lisboa.

Várias associações têm trabalhado a favor do português em Olivença e em Talega, tendo feito uma extensa lavra documental e projetos de apoio aos lusófonos. 

### Instituto Camões
O Instituto Camões, o braço do governo português que visa a promoção e a conservação da língua portuguesa pelo mundo fora, esteve a financiar cursos e atividades do português, mas agora já não subsidia estes atos.

### Além Guadiana
Em 2008 nasceu a associação Além Guadiana, a qual tem organizado vários eventos, colóquios e programas para ajudar a manter viva a língua de Camões em Olivença e compilar todo o património oral das gentes oliventinas.
A Além Guadiana tem como projeto ambicioso criar uma base de dados sonora feita das gravações dos últimos lusófonos de Olivença, desta maneira com os provérbios, as histórias e canções a escrever e ilustrar a história recente da vila.

### Grupo dos Amigos de Olivença
O Grupo dos Amigos de Olivença é uma organização de caráter nacionalista portuguesa, criada sob a tutela do Estado Novo. Caracterizada pela sua atitude irredentista, tem feito pressão ao Estado português acerca do ensino da língua portuguesa em Olivença.